# Csernyus Lőrinc
Csernyus Lőrinc (Budapest, 1961. június 7. –) Ybl Miklós-díjas magyar építész, Makovecz Imre tanítványa és munkatársa.

## Életpályája
Tanulmányait  1980 és 1986 között a BME-n végezte. 1981 és 1984 között rendszeresen részt vett a visegrádi táborokon. 1985 és 1986 folyamán az ÉVITERV-nél, majd 1986 és 1990 között a MAKONA Kisszövetkezetnél dolgozott. 1990-ben a Triskell Kft. volt a munkáltatója. 
1987-től  Csenger főépítésze, 1996-2002 között Üröm főépítésze, 2003-tól  Fehérgyarmat főépítésze volt. 2002-től a BME építészkarának oktatója. 2005 és 2010 között Solymár, majd 2005 és 2011 között Bonyhád főépítésze volt. 2007-től vándoriskola vezetője.

## Társadalmi szerepvállalása
- 2002-től a  Magyar Művészeti Akadémia Aura tagja
- a Makona Egyesülés tagja,
- a Kós Károly Egyesülés tagja.

## Családja
Felesége Sokoray Ágnes. Egy fiuk és két lányuk van.

## Díjai, elismerései
- 2011 Kós Károly-díj (Vándoriskola vezetőjeként)
- 2012 Ybl Miklós-díj
- 2012 Az Év Főépítésze-díj
- 2018 Ezüst Ácsceruza díj
- 2022 A Magyar Érdemrend lovagkeresztje

## Főbb művei

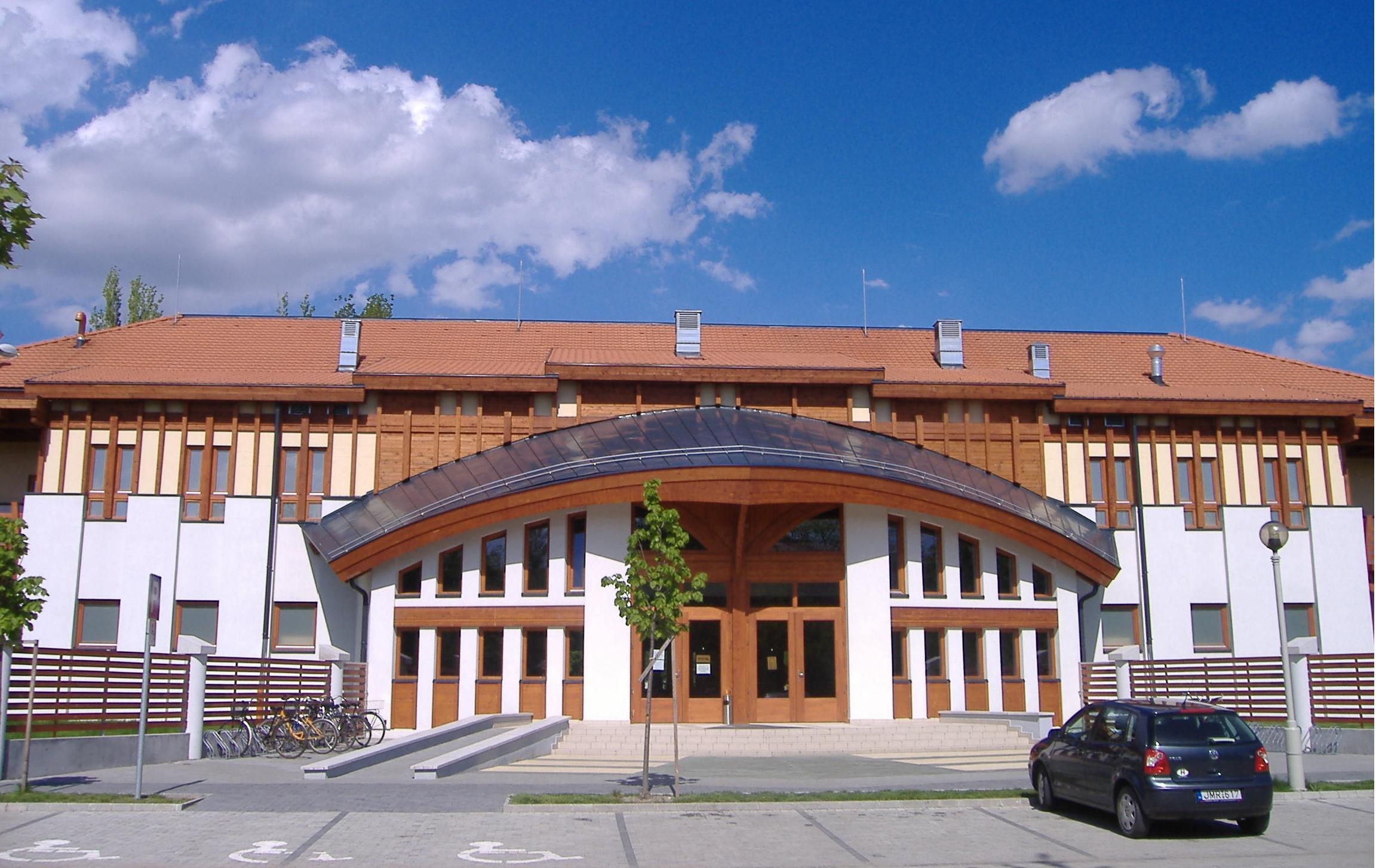
A 2007-ben átadott tanuszoda Makón

- Makó: Hagymatikum 2007-ben épült tanuszoda-komplexuma
- A 2020-as Dubaji világkiállítás magyar pavilonja [2]